# 徐星 (作家)
徐星（1956年3月—），中国作家、文化学者、独立纪录片导演、画家。北京人。

## 生平
1975年高中毕业后曾赴陕北志丹县插队。1977年入伍，先后在兰州军区第二十一军服役。1981从部队年复员回北京，在和平门烤鸭店先后做过服务员、清洁工，並开始写作。在半年内，他创作了小说《无主题变奏》。
中篇小说《无主题变奏》直到1985年才开始发表，当时引起很大反响，从此成为了中国“先锋派小说”的代表人之一。当年先锋小说家们的出现，使小说写作呈现出一种全新的形式，文学话语大大突破了传统文学语言的叙述和描写功能，并创造了新的情感表现和隐喻象征功能，给传统现实文学观念以冲击。
《无主题变奏》获得一九八九年北京大学学生艺术节最佳短篇小说奖。此后陆续发表中篇小说《城市的故事》、《饥饿的老鼠》；短篇小说《失去了歌声的城市》《我是怎样发疯的》《爱情故事》、《帮忙》、《殉道者》、《无为在歧路》等；剧本《国王和马的故事》和《一出戏是怎样完成的……》；长篇小说《剩下的都属于你》，以及小说集册《无主题变奏》。
1989年接受联邦德国西柏林艺术大学邀请，离开中国暂居德国，在海德堡大学做访问学者；并在海德堡参与组织了海外最具有影响力的中国文学杂志《今天》的复刊。同年获得国际笔会瑞典分会图霍尔斯基文学奖。
后接受海因里希·伯尔基金会邀请, 住在伯尔家中写作，后参加海德堡海外中国文学在海外会议。
从联邦德国返回中国后，被法国《新观察家》评选为全世界240位杰出小说家之一。
1991—1996年完成长篇小说《剩下的都属于你》。
2002年开始涉足纪录片专业，独立制片完成制作纪录片《崖畔上画下你眉眼》。
在德国法兰克福大学汉学中心中文主持了“徐星工作室”。
2005-2007年与法国TV5电视台拍摄了纪录片《我的文革编年史》，这部纪录片是以作者自己为出发点，回忆了文革期间，自己以及普通人在这个时期里经历的苦难。作者试图将个人记忆与我们这个民族的集体记忆融合起来，使得两者能够相互印证，彼此支撑，从而为今天的观众提供一种既富于个别性，又富于公共性的历史陈述方式。该片曾多次受到国外大学的邀请，在美国、德国、意大利、法国等地广泛播放。
曾受到Feuchtwanger Fellowship Villa Aurora, LA基金会的邀请，作为访问学者在USC工作一年，轮流在圣地亚哥大学、UCLA、南加大、匹兹堡大学、哈佛大学、哥伦比亚大学放映《我的文革编年史》。
担任第九届、第十届罗马亚洲电影节的评委。
作为中国文学论坛的成员，受邀参加法国（Aix-en-Provence Asian Literature Forum）普罗旺斯亚洲文化论坛。
成为海德堡州立图书馆阅读论坛的成员。
在La Fondation Maison des Sciences de L’Homme放映《我的文革编年史》。
2010年在北京宋庄开始新的纪录片《5+5》，该片主要讲述了黑车司机老金和宋庄艺术家们的故事。该片完成后，受威尼斯大学、意大利拿波里大学和美国哥伦比亚大学的邀请放映《5+5》。
1994年和二十年以后2004年 两次参加 全世界重要的文学节 St.Malo （France） 文学节，做中国文学的主题讲演，为中国文学做出贡献。
2010-2014年拍摄了纪录片《罪行摘要》。现在翻看历史，大多数人都是翻看的有权利、有身份、有影响力的人的历史，却很少关注普通人。作者无意间得到了一堆文革期间的犯人登记表，表里的“犯人”都是农民，带着疑问，徐星作为独立电影制作人一个人扛着机器，跑遍浙江，开始了对这些农民的拍摄采访，影片完成以后产生了巨大的反响，被广泛认为填补了中外学界文革研究中的中国农村和中国农民的空白。
2014年，获得第五届韩国光华门最高艺术成就奖。
二十年前后曾多次受到哈佛大学、匹兹堡大学、哥伦比亚大学、巴纳德学院、德国海德堡大学，法国社科院东方语言学院等大学的邀请出席学术访问，文化研究，电影放映等活动，近几年曾先后赴耶鲁大学、杜克大学、爱丁堡大学、弗莱堡大学、拿波里大学、米兰大学、威尼斯大学的邀请，参加学术访问、做学术演讲与电影放映。
2018年完成纪录片《腊月三十号到来》的拍摄和剪辑。
2018年受波士顿大学的邀请，作为客座教授，于春季学期讲授中国独立电影制作；受海德堡大学的邀请，作为客座教授，于冬季学期讲中国授独立电影制作。
2019年冬季学期，徐星受邀担任海德堡大学客座教授，讲授中国独立纪录片制作课程。
2024年，徐星被邀请到海德堡大学担任访问学者。
2024年，徐星在海德堡 举办了“控制&流动 （页面存档备份，存于）”现代水墨画展。
2024年，匹兹堡大学图书馆的徐星展柜，展出了关于徐星80年代的手稿，电影和画展介绍.

## 主要作品
主要作品有长篇小说《剩下的都属于你》，中短篇小说《无主题变奏》、《失去了歌声的城市》、《我是怎样发疯的》，戏剧《星期天早晨，在某地……》、《一出戏是怎样完成的》、《国王和马的故事》等。处女作小说《无主题变奏》由《人民文学》杂志刊发，被视为中国当代文学由传统转入现代的标志性作品之一，这些作品已被翻译成英语、日语、法语、意大利语、德语等不同版本。
1986年五篇短篇小说在日本翻译并出版；1992年小说集《无主题变奏》 （ Le crabe a lunettes ）法语版出版（Julliard 出版社），同年意大利 （THEORJA 出版社）出版意大利版。
1994年篇说《剩下的都属于你》（Et tout ce qui reste est pour toi）在法国由（L’Olivier）出版,获得当年梅迪西斯外国小说奖（Prix Médicis étranger）提名。同年德语版、意利、班语版出版。多种作品先后被台湾、日本、澳利亚出版 （ 1986.台北圆神出版社 “ 中国陆现代说选 ”辑1辑2 ）（ 1989. 东京. 苍苍出版社 “ 现代学 ”） （ 澳利亚悉尼学出版1996）出版；1995年英版说集“Variations Without a Theme” and Other Stries by xuxing 由美国(Wild Peony 出版集团)出版。
主要纪录片有《崖畔上画下你眉眼》、《5+5》、《罪行摘要》、《我的文革编年史》、《腊月三十号到来》等。

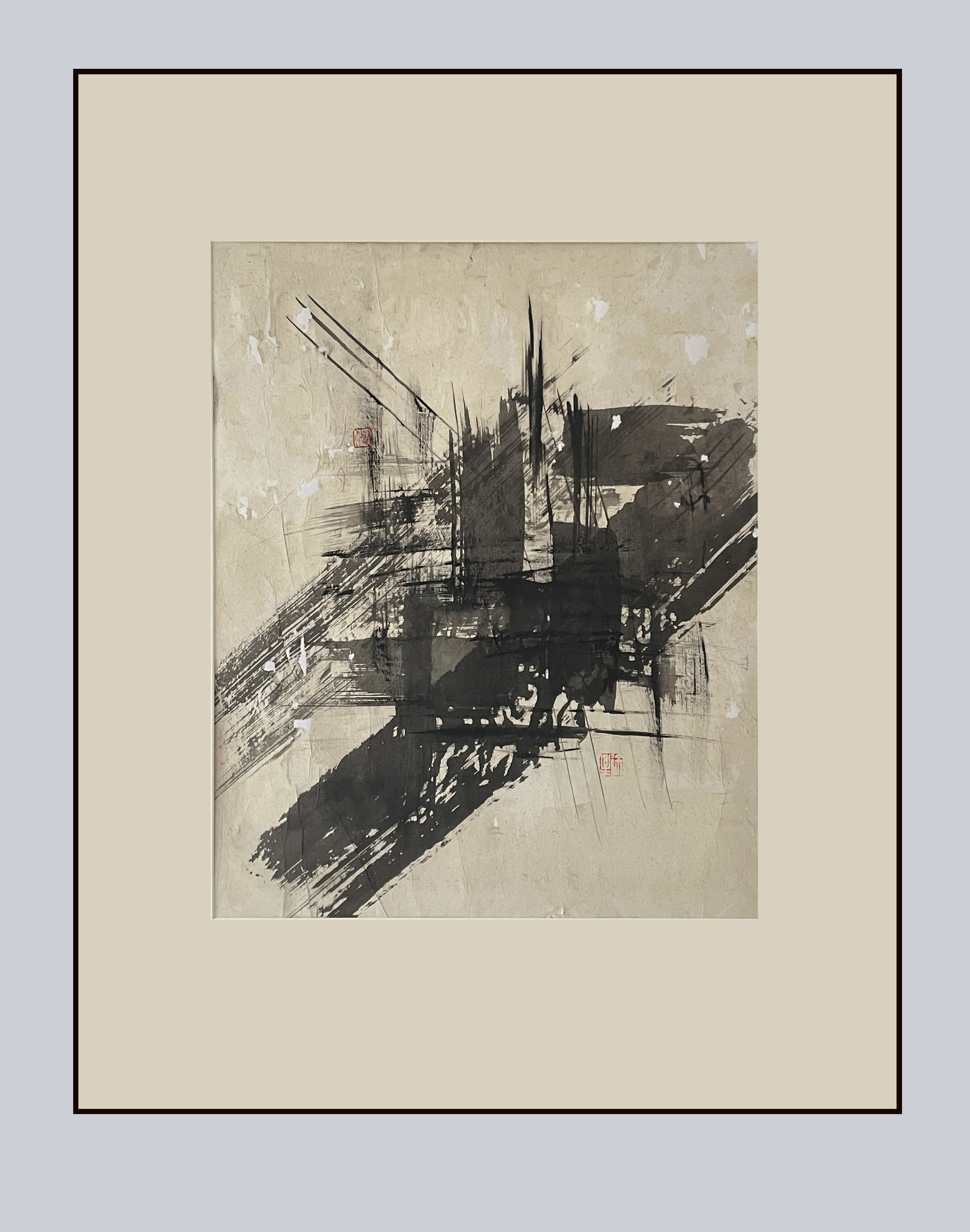
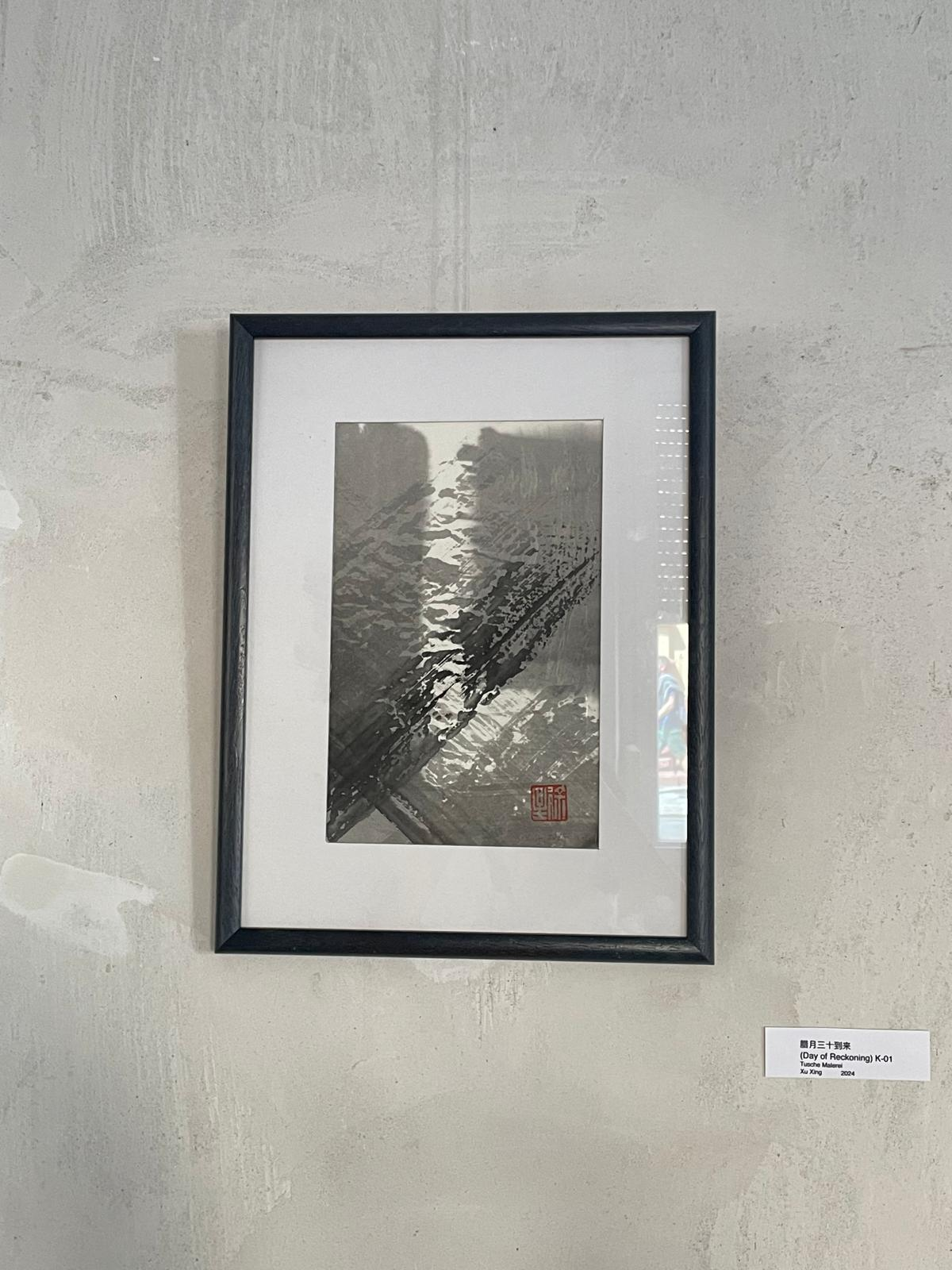

| 小说                     | 出版年份 | 出版社           |
| ------------------------ | -------- | ---------------- |
| 《无主题变奏》           | 1985年   | 中国作家出版集团 |
| 《城市的故事》           | 1986年   |                  |
| 《殉道者》               | 1986年   | 中国作家出版集团 |
| 《无为在歧路》           | 1986年   | 中国作家出版集团 |
| 《饥饿的老鼠》           | 1988年   | 收获文学杂志社   |
| 《帮忙》                 | 1988年   | 收获文学杂志社   |
| 《剩下的都属于你》第一部 | 1989年   |                  |
| 《我是怎样发疯的》       | 1992年   | 《今天》杂志     |
| 《失去了城市的歌声》     | 1992年   | 《今天》杂志     |

| 剧本                         | 出版年份 | 出版社       |
| ---------------------------- | -------- | ------------ |
| 《国王和马的故事》           | 1992年   | 《今天》杂志 |
| 《一出戏是怎样完成的......》 | 1992年   | 《今天》杂志 |

| 纪录片               | 年份          |
| -------------------- | ------------- |
| 《崖畔上画下你眉眼》 | 2002年        |
| 《我的文革编年史》   | 2005年-2007年 |
| 《5+5》              | 2010年        |
| 《罪行摘要》         | 2010年-2014年 |
| 《腊月三十号到来》   | 2018年        |

绘画

## 获奖
1989年获得“北京大学学生艺术节”最佳短篇小说奖。
1990年，荣获瑞典笔会颁发的"文学奖".
2003年获法国文化部授予的“艺术与文学勋章”。
2011年获得中国独立纪录片论坛奖。
2012年获得中国“归园”纪录片奖。
2013年《罪行摘要》获得了中国泰达艺术博物馆独立纪录片奖。
2014年获得了第五届韩国光华门艺术节“杰出贡献”奖。